# Бхарат Мата
Бха́рат Ма́та (хинди, от санскр. भारत माता, IAST: Bhārata Mātā), Мать-Индия, или IAST: Bhāratāmbā (от санскр. अंबा, IAST: ambā — мать) — персонификация Индии в виде богини-матери. Обычно изображалась в виде женщины, одетой в оранжевое или жёлтое сари и держащей флаг. Иногда её сопровождает лев.

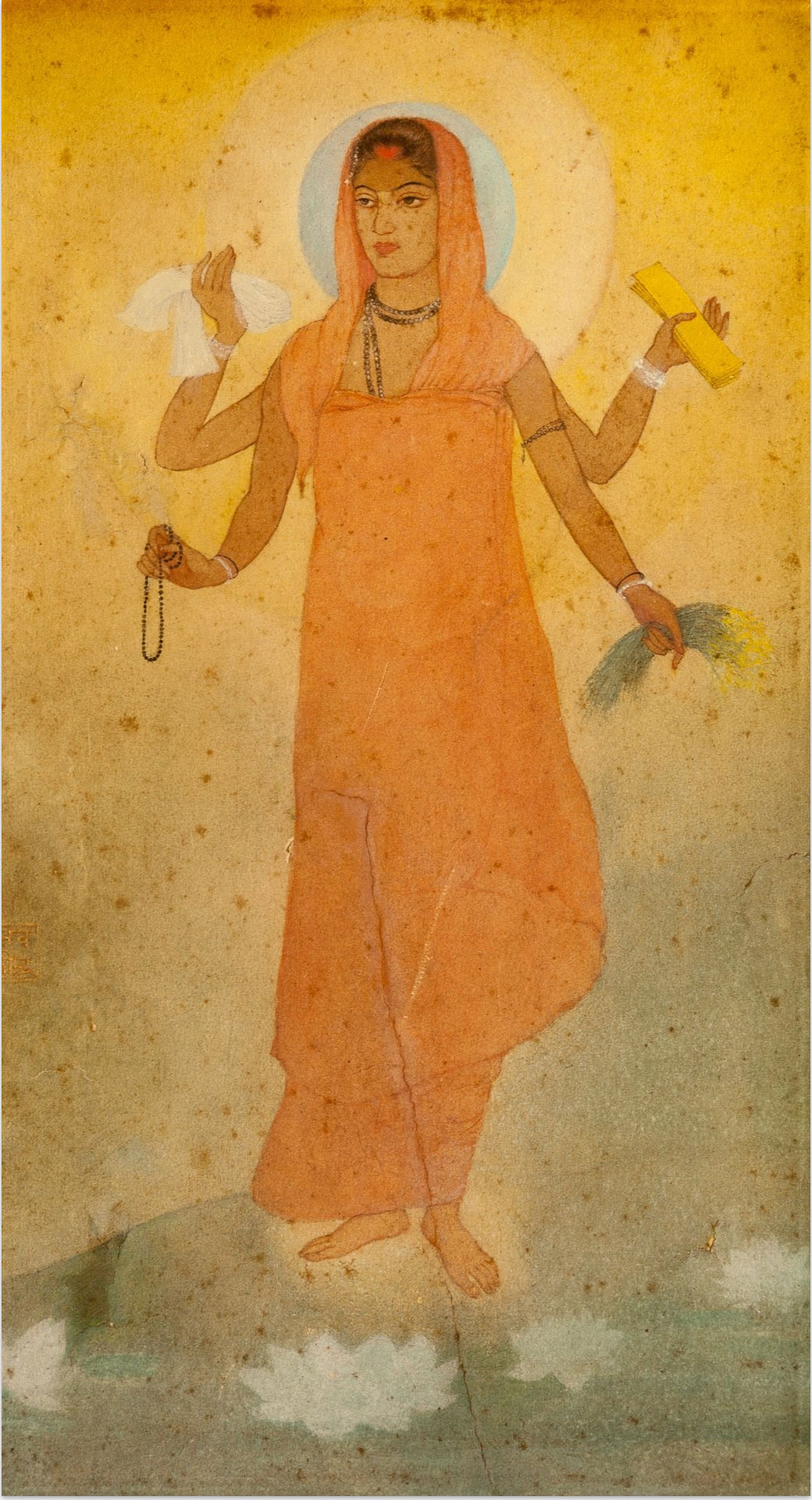
«Бхарат Мата», картина Абаниндраната Тагора

Образ Бхарат Мата сформировался во время борьбы за независимость Индии в конце XIX века. В 1873 году была впервые поставлена пьеса Кирана Чандры Бандиопадхая «Бхарат Мата». Банким Чандра Чаттопадхай в романе 1882 года «Священное братство» представил поэму «Ванде Матарам», которая вскоре стала песней борцов за свободу Индии.
Абаниндранат Тагор изобразил Бхарат Мата в виде четырёхрукой индуистской богини в жёлтых одеждах, сжимающей книгу, колосья риса, джапа-мала и белую ткань.
В 1936 году в Варанаси по проекту Шива Прашада Гупта был построен храм Бхарат Маты, в котором состоялась инаугурация Махатмы Ганди.
Поскольку идея Бхарат Мата появилась до разделения Индии, её воспринимали как Арьяварту, родину индуизма, а не только как образ Республики Индия. В понимании индуистских националистов Бхарат Мата остаётся символом единой Индии.
В 1983 году по проекту Вишва хинду паришад был построен храм Бхарат Маты в Харидваре.
Персонификация Индии в образе индуистской богини подразумевает, что индийцы должны бороться за свою страну не только из патриотических, но и из религиозных чувств.